# Juan Manuel Arrieguez
Juan Manuel Arrieguez (* 19. September 2003) ist ein argentinischer Leichtathlet, der sich auf das Kugelstoßen spezialisiert hat.

## Sportliche Laufbahn
Erste Erfahrungen bei internationalen Meisterschaften sammelte Juan Manuel Arrieguez im Jahr 2021, als er bei den U20-Südamerikameisterschaften in Lima mit einer Weite von 17,02 m die Bronzemedaille mit der leichteren 6-kg-Kugel gewann. Im Jahr darauf belegte er bei den U20-Weltmeisterschaften in Cali mit 18,54 m den achten Platz, ehe er bei den U23-Südamerikameisterschaften in Cascavel mit 17,21 m die Bronzemedaille hinter seinem Landsmann Nazareno Sasia und Marcelo Garcia aus Brasilien gewann. 2024 siegte er mit 17,73 m bei den U23-Südamerikameisterschaften in Bucaramanga und im Jahr darauf gewann er bei den Hallensüdamerikameisterschaften in Cochabamba mit 17,32 m die Bronzemedaille hinter den Brasilianern Welington Morais und Willian Dourado. Ende April gewann er bei den Südamerikameisterschaften in Mar del Plata mit 18,78 m hinter diesen beiden Brasilianern erneut die Bronzemedaille. 